# الرجاء (الحيمة الداخلية)

تعديل مصدري - تعديل

الرجاء هي إحدى قرى عزلة بني الحذيفي بمديرية الحيمة الداخلية التابعة لمحافظة صنعاء، بلغ تعداد سكانها 449 نسمة حسب تعداد اليمن لعام 2004.